# Reduce (libro)
Reduce è un libro scritto da Giovanni Lindo Ferretti e pubblicato da Mondadori nel 2006.
Il racconto tratta di una esistenza cominciata nella casa dei nonni sull'Appennino emiliano che s'intreccia con altre culture e civiltà attraverso i numerosi viaggi che hanno portato l'autore, ex leader della band CCCP poi divenuta CSI e oggi voce e coautore dei testi della formazione PGR, nel Sahara dell'Algeria, nella Lisbona della Rivoluzione dei garofani, in Jugoslavia e Mongolia, nella Germania del Muro di Berlino, a Gerusalemme. Un romanzo che racconta le tappe di una vita come se fosse un viaggio, in cui l'esistenza personale si collega al mondo globale. Ferretti riscopre attraverso i viaggi la strada di casa, quella che lo riporterà sulle montagne della sua terra, ad allevare cavalli.
L'opera è corredata da disegni e fotografie.

## Edizioni
- Giovanni Lindo Ferretti, Reduce, Mondadori, 2006,  p. 120.